# 羽地朝秀
羽地 朝秀（はねじ ちょうしゅう、1617年6月6日（琉球年号：尚寧29年、日本年号：元和3年、中国（明）年号：万暦45年丁巳5月4日） - 1676年1月5日（琉球年号：尚貞7年、日本年号：延宝3年、中国（清）年号 康熙14年乙卯11月20日））は、琉球王国の政治家。1609年の薩摩島津氏の侵攻以降の琉球を、薩摩島津氏や将軍権力への従属を前提としつつ、首里王府を主体した国家運営機構を確立すべく種々の改革を行った人物。
薩摩の重臣との親交を通して藩-王国間のコネクションを築き上げ、薩摩との関係抜きには成立し得ない国家運営形態を作り上げた。また、それ以前の中世的な国家形態を近世的なかたちに改め、基礎づけた改革者としても注目されている。彼の人物像は、彼が1650年に尚質の王命により行った『中山世鑑』の編纂や、1666年から1673年までのあいだに 尚質の摂政（しっしー）となって行った数々の改革のなかで語られることが多い。
なお尚質とは従弟の間柄にあり、後に「王子」に称せられるようになる。このことについて、『中山世鑑』の序において尚質を「尚円公七世嫡孫」とするのに対し、羽地みずからのことも「尚円公嫡孫浦添王子若王月浦六世後胤」とし、第二尚氏の末裔であることや尚質と親戚関係にあることを示している。

## 生涯

### 出自
羽地朝秀は、1617年、琉球王族の羽地御殿の四代目、朝泰の四男として生まれた。童名は思亀、号は通外、字は文英、唐名は向象賢（しょう・しょうけん）。ただしこの唐名は、羽地の死後に付けられたものであり、生存中の唐名は呉象賢である。羽地の領地を相続する以前は、1635年に豊見城間切の大嶺を賜っていたことから「大嶺」を称していた。名乗りは重家。
1640年、羽地は羽地御殿の家督を継いで羽地間切の按司地頭となった。王家分家の氏が「向」名乗り頭が「朝」に統一されるようになったのは、1691年以降である。それゆえ、生存中の本来の名は呉象賢・羽地按司重家である。
1658年6月～1659年10月、1661年～1662年11月、1667年～1668年12月の合計3回、王命を受けて薩摩に赴任している。彼の通外という号は、薩摩で親交のあったとされる薩摩藩家老の新納又左衛門久了から1661年の薩摩滞在時に送られたものであった。
羽地の前任に当たる摂政であった具志川王子尚享が、京太郎（チョンダラー）の舞いを見ていた時、乳母に抱かれた小児に会った。その時、小児の目を見た尚享は、「いまだかつてこのように器量の優れた子を見たことがない。後日、私を継いで政治を行い、琉球に「黄金のたが」をはめるのはこの子であろう。」と言い教育したという逸話が伝えられている。
16歳の時には、薩摩藩主の侍読であり、当時は尚豊の侍講として来琉していた儒学者の泊如竹に出会い、彼の講義を受ける。ここで如竹は、彼の師に当たる南浦文之による学を羽地に伝授し、それが後に『中山世鑑』における南浦史観に繋がったとされる。

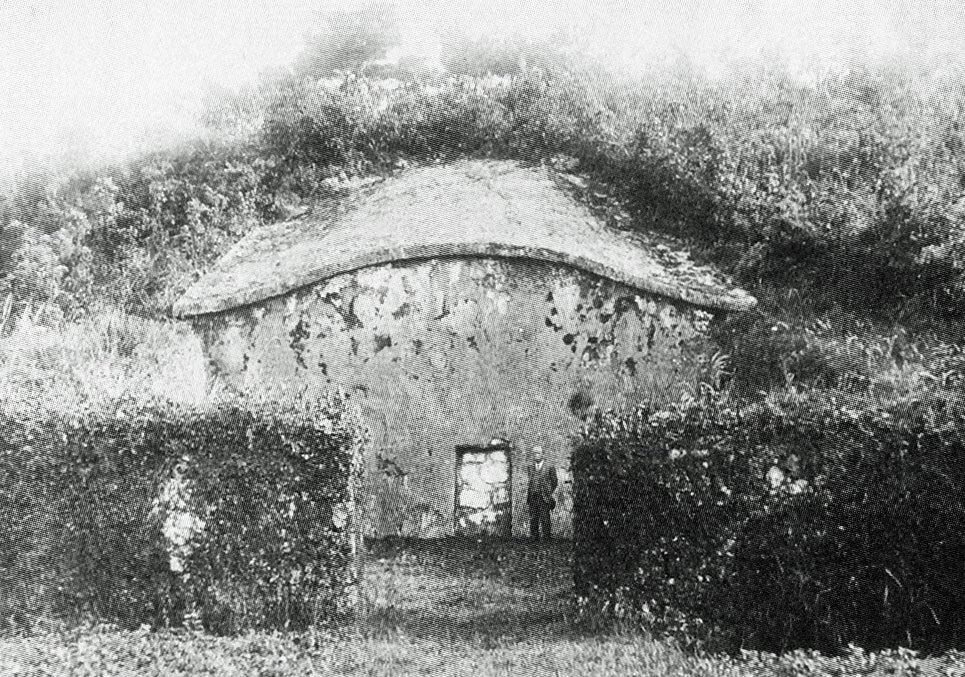
戦前の羽地朝秀の墓（1933年撮影）

20歳前後から政治経済に興味があったために、国中の間切や村々を廻り田畑や百姓の様子等を実地検分した。同時に、地元の老人たちから詳しく地域についての話を聞いて廻ったという。
また、羽地の晩年に中国から丘澹『大学衍義補』が伝えられた。この書物に感銘を受けた羽地は、この本をもう少し早く見れていたら私の事業にもさらに加えられるところが出てきたのにと、喝采を挙げつつもそれまで見られなかったことを嘆息したという逸話も存在する。

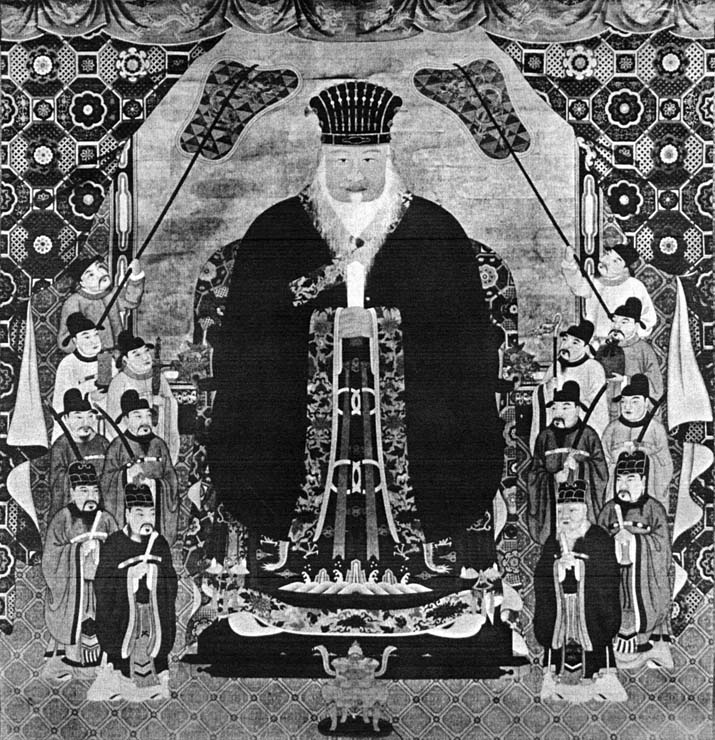
尚貞

1673年に摂政の地位を退き、1675年に死去した。のちに、琉球の五偉人に数えられるほど評価が高く、彼の葬儀には尚貞王も臨席する国葬級の葬儀であったという。墓所は那覇市首里平良町の羽地朝秀の墓。
1915年、正五位を追贈された。なお、これを示す『贈位諸賢伝』の目次には、「はねちともひで」「こうしょうけん」とルビが振られている。

## 中山世鑑
1650年に、羽地は国王尚質の命により琉球王国初の正史の編纂を行った。これが『中山世鑑』である。この書物は序・総論を含め全6巻で構成され、地の文については漢字仮名まじり文（和文）で表記されている。
王国が所持していたものは沖縄戦時にアメリカに持ち去られたが、1953年にアメリカから琉球政府に返還され、現在は沖縄県立博物館・美術館に保存されている。
現存するものは1816年に書き改められたものであるとされるが、内容や構成については羽地の時代のものがそのまま書写されたと考えて良いとされる。
内容については、開闢伝説から、舜天、英祖、察度の各王統を経て第一尚氏、第二尚氏王統へと擬制的に連続して語られる。開闢伝説に登場する天孫氏や利勇は羽地による創作だとされている。また、舜天王統紀では源為朝が舜天の父であるとされるが、これも羽地の創作であるとされる。
1530年頃から日本の一部で語られ、17世紀初頭には琉球にも流入していたとされる為朝伝説が舜天王統紀に接続されることで、源氏と琉球の王統が接続されたのである。第二尚氏王統は、尚清王代の1555年まで記述されている。
日本年号の使用や島津氏附庸之国という記述、また尚真紀や尚寧紀を欠いている点や、本来連続性のない各王統を禅譲や国王出生の際の日光感精説話などといった中国的な思想を盛り込み連続させている点から、本書の基本的な立場は薩摩への配慮と儒教倫理であるとされている。同様に、このような手法を用いて王統の始祖の誕生を神秘化し神聖視して叙述するのも羽地の特徴であるとされる。
なお、本書が薩摩に提出されたのは、羽地の死後である尚貞30年（1698年）である。
本書には、諸見友重による訳注が存在する。

### 編纂の経緯とその目的
編纂については、1650年に国王尚質が当時の摂政である金武王子朝貞や三司官の大里良安に命じて広く旧僚や古老から聞き取りを行った。それらを羽地が世系図としてまとめ、詩経の「殷鑑遠からず」を意識して「世鑑」と名付けたという。
専ら王家の系図を作成するという構想のもとに成ったものである。編纂の目的も、過去を手本としつつ先王らの系統や事績を見ることで今後の参照としていくこと。また、子孫たちに先王がこれまで万世一系であったという所以を知らしめるということを意図しているという。
この時期に編纂が行われた理由として、幕府が諸大名に家系図編纂を命じそれが『寛永諸家系図伝』として完成したのが1643年のことであり、そのことが大きく影響したと言われている。

### 引用文献
南浦文之「討琉球詩序」、袋中『琉球神道記』といった17世紀当時の薩摩の禅僧によって書かれたものや、琉球に伝わる「おもろ」や金石文、皇帝の勅書や勅諭、琉球側の渡航証明書、冊封による記録、さらには『保元物語』『平治物語』といった日本の軍記物が中心であるとされる。
また中国における文献も、『論語』『孟子』『中庸』『易経』『書経』『詩経』『礼記』『春秋』といった四書五経のほか、『淮南子』『周易大全』『荘子』『荀子』『史記』『韓詩外伝』『後漢書』『晋書』『十八史略』『論衡』『説苑』『楚辞』『玉台新詠』など史書や諸子百家の著作、詩集に至るまで幅広く引用されている。

### 薩摩への配慮
日本年号の使用や王号・公号の書き分け、また尚真紀や尚寧紀を欠いている点から、薩摩に配慮した作りになっていると考えられている。
また、初代の王を舜天としたり、舜天と源為朝伝説を融合させている点は羽地の創作であるとされている。
琉球侵攻の前後に形成され薩摩や日本へ広がったと考えられる、侵攻と同地の支配とを正当化する島津氏の論理。すなわち、琉球は島津氏の附庸国であり、当時の三司官であった謝名親方が奸臣であったためにやむなく島津が琉球への討伐に乗り出したという論理を、本書は採用している。

## 台湾海賊対策
17世紀初頭から、中国大陸に進貢にむかう琉球船が台湾を拠点とするオランダ船に海賊行為を受けていた。中国（明）と敵対していたオランダが、中国船と同じジャンク型である琉球船を攻撃したのである。これに対し琉球は、1636年にこの事態を薩摩藩に訴えた。薩摩藩は、長崎のオランダ商館にかけ合い安全保障の目印となる旗と通行証を譲り受け、これらを琉球に渡した。琉球は薩摩藩から譲り受けたオランダ旗を掲げ台湾近辺を航行することで、オランダからの攻撃を免れたのである。

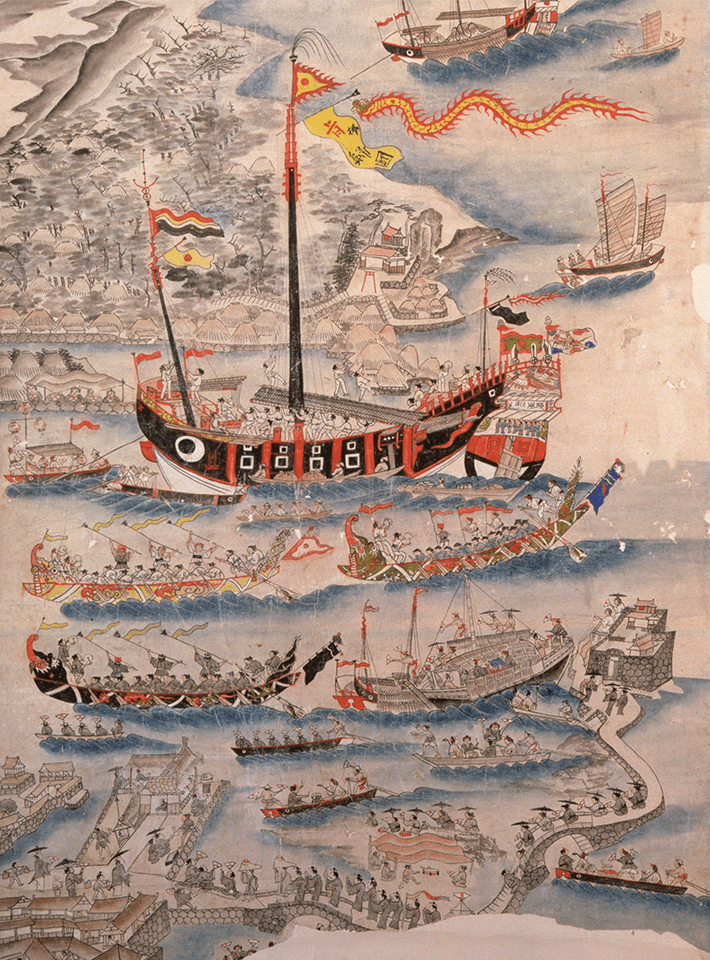
進貢船

一方1662年には、明朝滅亡後に清朝と抗争した鄭氏一族がオランダ勢力を台湾から追い出し、この地を新たな抗争の拠点とした。琉球は1663年に清朝と冊封関係を結んだために鄭氏から敵対勢力と見なされるようになり、進貢の際に攻撃対象となった。こうした事態を打開するため、羽地は琉球船の航海安全の保障を鄭氏に求めるべく薩摩藩に依頼した。オランダの時と同様に、長崎貿易を通じて鄭氏と太いパイプをもつ幕藩制国家を介し状況を打開しようとしたのである。
薩摩藩や長崎の尽力により台湾側と交渉が成立した事例も存在するが、その後も海賊の被害が頻発したため、琉球は薩摩藩の許可の下で、進貢の際に武装するなどの自衛手段に努める他なかった。

## 首里城焼失と再建
1660年、旧暦の9月27日に失火により首里城が全焼した。1671年に再建されるも、資金難により再建に11年もの歳月を有したり、1663年に行われた国王の冊封儀礼が、王府機能の移転先である大美御殿で行われることになるなど、王政に多大な影響を与えることとなった。
首里城の焼失は、薩摩による税収に加え明清王朝交替の影響で進貢貿易の不振に喘いでいた矢先に起こった。羽地は、こうした窮状の下にある中で首里城の再建を実現すべく、薩摩に渡り首里城再建を口実に経済的支援に関する請願を行っている。請願の内容は主に、首里城再建のための材木船3艘の建造や、百姓たちに課せられる薩摩への出米を再建終了まで免除してほしいなどといった、造船や運送、そして薩摩が琉球に課している税の減免についてであった。しかしながら、当時の薩摩においても天災や江戸への軍役負担、藩邸の火災などにより藩財政が悪化していたために、造船や運送については許可されたものの税の減免は許可されなかった。薩摩での請願活動が認められたのか、1663年正月には再建のための総責任者となっているが、その半年後に冊封使が来琉したために、再建事業はいったん中止となった。
財政難により再建が遅れたものの、1666年以降の羽地の改革により3年の内に再建にこぎ着けた。再建された首里城は前のものよりも良い出来栄えであり、これは羽地によるリーダーシップと百姓による尽力による賜物であると、羽地自身が自負を示している。
『羽地仕置』には役人たちの参上に関する規定の他、「玄関」や「廊下」といった首里城内部に関する文章も存在している。これについては、難事だった首里城の再建を視野に入れた諸政策を羽地が推進し、その結果や内容を文書に反映したものであると考えられている。

## 北谷・恵祖事件
1660年代なかばに起こった、羽地が摂政に就任する契機となった事件。進貢の際に金品略奪が起こり、これに三司官等王府首脳部も関わっていたことから、薩摩藩により首脳部が引責辞任に追い込まれたことで羽地が摂政に就任することとなった。
1609年の薩摩島津氏の侵攻以降、王府中枢では、薩摩の支配を受け容れる王に対し、薩摩の命に従わない役人たちによるサボタージュが相次いでいた。侵攻時の国王である尚寧の次代に当たる尚豊の政権下では、島津氏の支配と冊封朝貢関係を両立・整合させ、島津氏と妥協しつつ王権を維持しようとする尚豊に対し、島津氏の命により中国で購入する物品に粗悪品を選ぶなどして島津氏に対抗しようとする勢力が存在したのである。
そうした政治情勢のなか、1663年に清朝による初の冊封が実現し、その謝恩使として三司官の北谷（ちゃたん）親方朝暢が派遣された。その翌年の1664年には、聖祖康熙帝の即位を祝う慶賀使として恵祖親方重孝が派遣された。恵祖等が福州に入港する直前に暴風に遭い、それに乗じて海賊に襲撃された。この混乱に際して、皇帝への慶賀品が奪われただけでなく毒殺事件まで起こった。そしてさらに問題となったのは、海賊等ふくめ事件は全て乗組員や福州に滞在している琉球人の自作自演であることが判明したことである。薩摩は関係者を藩に呼び出し、厳しく尋問した。その結果、監督責任を問われた北谷と恵祖は、二人とも斬首。二人の家族も連座となり宮古・八重山に流罪となった。
この事件の顛末から、羽地の摂政就任が薩摩藩による琉球の新たな支配編成の要求を担っていたものであるということがわかる。なお琉球は、この事件と同時期に、薩摩との緊張関係緩和を目指し、毎年中国に行き貿易することが可能となる接貢船の制度化を進めることで朝貢貿易の再建・拡大を目論んでいた。しかし鄭氏からの攻撃やそれに続く中国大陸における三藩の乱勃発により、海外貿易政策を介した薩摩との関係改善は打開策を見いだせないでいた。

## 借銀と進貢の問題
冊封使の来琉により、王府の財源は底をつきかけていた。この事態を打開するために王府が行ったのが、薩摩藩からの借金（借銀）を元手とした唐物貿易の拡張であった。
清朝から冊封を受けたことにより、琉球は明朝の時と同様、清朝に対しても進貢する権限を得た。琉球はこの権限を利用し、「薩摩への奉公」すなわち中国貿易に専念するという建前のもと、清への進貢を滞りなく行う必要性を薩摩に説き、進貢のための借銀を正当化することを試みるようになる。
一方の薩摩藩側も、王府の行おうとしている唐物貿易に藩財政の活路を見出そうとしていた。そのため薩摩は、進貢のための借銀を申し出る琉球に対し必要以上の借銀願いを控えるように言いつつも、琉球からの借銀要請への妥協策を講じていた。
突然の冊封使来琉に際し琉球は、その接待費を薩摩に要求する余裕なく、自腹にて冊封使帰国までの費用を負担した。そうした苦労のもとに清朝との君臣関係樹立に漕ぎつけたということを薩摩に報告したうえで、謝恩船派遣や翌年に決まっていた康煕慶賀船の費用も含めた600貫目の借銀を薩摩に要求したが、なしの礫であった。結局、謝恩船派遣の借銀は許可されず、琉球はまたもや自腹にて謝恩船派遣を行ったのである。
北谷・恵祖事件の発端となる康煕慶賀船の派遣に際し琉球は、前年の謝恩船派遣のための借銀要請を薩摩から却下されたことにより、今度は銀子50貫目という最低額を薩摩に要求したが、この時は最終的に合計75貫目の借銀に成功している。
琉球からの借銀要請について、薩摩側で琉球掛として琉球との折衝に当たっていた家老の新納又左衛門久了は、藩の財政難のために冊封使来琉の際に琉球に借銀できなかったことを気にしていた。一方で琉球側も、新納に対し、このことに加え寛永期からの懸案であった接貢船の制度化実現などについても引き合いに出すことで、継続的な借銀の必要性を訴える。
そこで、これまでのように進貢のための借銀を藩から全額供出するのではなく、藩からは中国貿易の元手のみを受け取りそれで得た利潤をこれまでの借銀の返済分に当て、それ以外の借銀は唐物貿易を介して薩摩の商人たちから行うという方法を、琉球側から提案する。こうして琉球は、中国貿易の利益を手放す代わりに半永続的に中国に進貢する権利を得ることとなったのである。
一方で薩摩側も、借銀返済を第一としつつ唐物貿易を滞りなく行うための費用を蓄えておくことや、借銀に頼り過ぎず琉球国内の産物を増産して賄うことを命じ、これ以降の進貢船への金銭的援助はしないと明言する。
こうして、薩摩への借銀返済を担いつつも中国貿易からの利益を享受することが叶わなくなった琉球は、早急かつ徹底した改革の必要性に迫られることとなったのである。

## 羽地朝秀の改革

### 行政機構の改革
近世琉球の政治的中心である評定所の各機構を整備したと言われる。具体的には、1666年から1673年までの羽地の摂政期の間に、耳目官や御物奉行重人衆を吟味役と改称（1666年）、評定所筆者二人を減去し（1666年）、評定所筆者主取を設置（1668年）。日帳主取二員や御物奉行帳当（共に1671年）の設置などがある。
また1667年には、三司官の最短距離にあり、薩摩―琉球間の取次を主たる任務とする在番親方が制度化した。

### 『羽地仕置』
『羽地仕置』は、1666年から1673年までの羽地朝秀の摂政期に出された布達文書集の一部である。当初は『羽地仕置』というまとまったものではなく、当時における廻文や各役所に掲示された文書を集積したものである。したがって「羽地仕置」という標題は、後世に至って沖縄県庁が琉球資料に収録する際に付けられたものであろうと推測されている。
『羽地仕置』に出てくる事項の日付が必ずしも実施の日付ではないということから、実施以降に後年への備忘や参考のためにまとめられたことがわかる。このため、年次の記憶違いと思しき箇所も存在する。
『羽地仕置』の内訳をみると、羽地が摂政に就任した1667年の春から夏にかけて頻繁に文書を布達しているが、1668年と1672年の文書は収録していない。それ以外の年は2～4件程度であるが、引退間際の1673年には文書が集中している。

### 摂政就任時の王府慣習改革
『羽地仕置』によると、羽地は摂政就任の際、「内証」から遣わされた「書院の親方」を追い返し、摂政の次席に当たる三司官の伊野波親方に改めて就任要請に来させたという。羽地はこのように、慣習となっていた王府内システムを否定し、身分や事柄に合ったかたちでの公式なシステムに改変することを要求したのである。
三司官の任職を要請する際には、王府内の女官が国王からの要請を取り次ぐという慣習を否定し、上級役人に取次役を担わせるようにした。他にも、重職就任や領地拝領、節句の際の進物や祝儀、その際の対応について簡素化を要請した。これまでは、国王や王妃、その側仕えの者たちにも進物を送っていたが、以後は国王や王妃以外への進物は停止する。
また祝儀を持参して面会に来た際には、毎回面会するのではなく帳面に来訪者を記載するだけで良いとしたり、必要以上の祝儀を用意する必要はないとした。これらの意図は、虚礼に対する廃止や合理化であると同時に、王府内における身分秩序を明確化することで政治行政組織の強化を目指したものであるとされている。

### 城内規定の制定
羽地は摂政就任時に、諸士が城内を草履履きで歩行することや、老人の多い座敷衆に対しては、冬季に限り城内で足袋を履くことを認めている。これは、当初は首里城火災後の避難場所である大美御殿における規定であったが、首里城の存在を前提にしているような文面から、首里城再建後の規定として踏まえられていたとも考えられる。
一方で、首里城再建後には、城内作法の規定も定められている。それらは主に、「玄関」や「廊下」において役人の身分によって城内に帯同できる従者の人数を決めたことや、従者のなかでも特に草履取りについては「玄関」の外側で控えることなどといった、身分を可視化させた規定であった。

### 身分の確定
島津氏の侵攻以前の琉球において、位階制度による一定の支配・被支配の関係は存在したが、位階はあくまで個人に与えられるものであり、子々孫々まで継承されるものではなかった。島津氏の侵攻以後には、検地や諸士への給地およびキリシタン宗門改めの必要性から、身分や各構成人員を明らかにする必要が生じた。これにより導入されたのが、諸士に対する系図（家譜）提出の義務化に他ならない。
この制度は、1689年の系図座の設置をもって始期とされ、これによって家譜を持つことを許された身分を「系持」、持てない身分を「無系」として区別した。こうして「系持」を士、「無系」を百姓とし、士身分の者が王府により体制的に保障されるといった身分制が成立したのである。また当然のことながら、家譜には家筋や家のステータスを表示する必要があり、家譜の提出を求められるのも家単位であることから、位階制度をはじめとした社会組織も個人から家へとその対象を変化させた。こうして、琉球においても家を中心とした父系論理や祖先祭祀が浸透してくのである。

こうした身分制が確立されていくための端緒となったのが、羽地の改革である。改革に至る前段階として、羽地は1650年に王府の「家譜」に当たる『中山世鑑』を編纂した。このことが呼び水となり家譜編集を行った士家もあったが、一部に留まった。摂政就任後は、1670年に王府名義で諸士へ各々の系図を提出するように求めている。これには、士たちの出自や家格を明確にするという目的があった。これによって、もともと士である者を指す普代、新しく士になった新参と、諸間切衆中・田舎衆中といった農村に居住している士たちの出自の明確化がなされた。また、これまでは城での席順は年齢順であったが、今後は普代の者が上座であることが決められた。
系持層には、学文、算数、書道、歌や音楽、医道、料理、乗馬、生け花、茶道などのなかで一つも芸を嗜まない者は、たとえ家格が良くとも役人に登用することはないとしている。首里城での公式行事の際にも、身分を示す冠を付けてくるようにとの通達も『羽地仕置』には見られる。

### 儀礼や冠婚葬祭に関する改革
取りも直さず、王府内慣習の改革は、王府や国王の儀礼、さらには百姓を含めた冠婚葬祭に関する改革へと結びついていく。
王府ではこれまで、中国や日本へ出張する役人たちを正月の元旦と十五日に首里城に出仕させたり、そうした役人のなかでその年の干支（歳日：トゥシビー）に当たる者がいる場合には、その者たちに対し女踊りを行っていたが、これらを全て廃止した。同時に、正月の元旦と十五日に首里城に出仕する役人たちへの振る舞いも全て廃止した。
冠婚葬祭に関しては、法事の際に各役人の家に国王から賜品を送る慣例を禁止した。また、国王が行幸や参詣を行った際、関係者に祝物を下す慣例も廃止した。
冠婚葬祭の規定は、王府の役人たちだけではなく一般の百姓たちにまで及んだ。
たとえば、婚約祝において媒酌人に対し豪勢な馳走を用意していたが、これを簡略化し分相応にするようにした
葬礼に関しても、死者を運ぶ籠や式典の際の装飾の数や法事の際の坊主の数や儀礼、食事や衣装に関する事柄などが事細かに決められた。葬礼については同時に、親孝行を名目に必要以上に華美になり、子や孫の出費がかさむことや、忌中を理由とした職務の倦怠を問題視している。
特に田舎では、身分不相応に大酒を呑んだり牛を殺したりと、儀礼が華麗に流れ過ぎることで物入りが家計を圧迫し、果ては身売りをする者まで出ていた。こうした事態に対し羽地は、こういった輩が以後も出た場合は、当人だけではなく村の役人や当人が所属している与（組）の者まで処罰するといった厳罰をもって対処したのである。
ここから、羽地の目指した改革が単に虚礼の廃止や質素倹約を目指したものではなく、国王から百姓までに及ぶ王国内の広範な「意識改革」であったことがわかる。

### 久高島や知念城内での祭祀

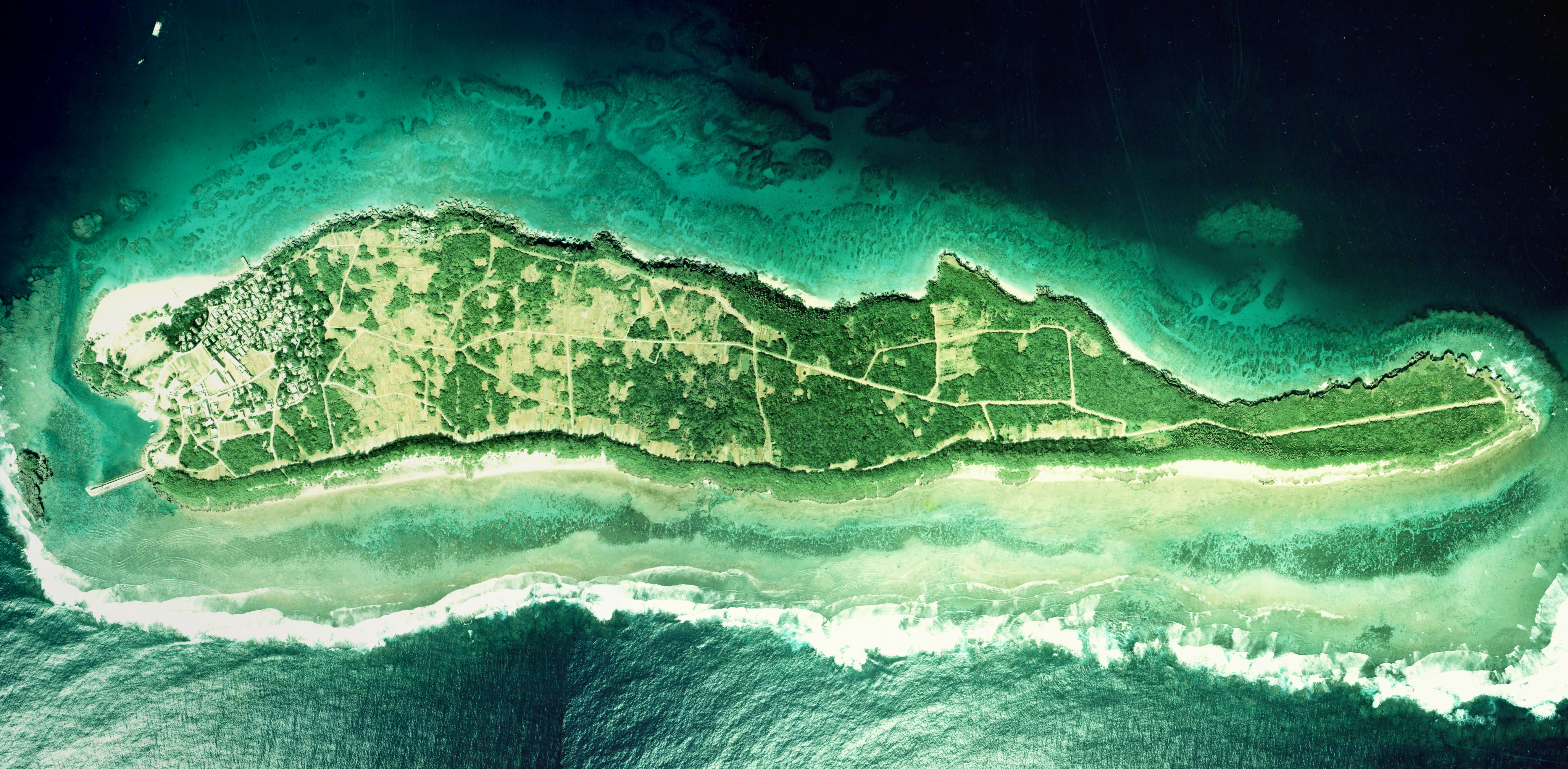
久高島

羽地は、久高島や知念城の祭祀の際に国王が赴くことについても難色を示した。
久高島は琉球開闢神話の聖地であると言われていたため、国王は毎年旧二月に行われる祭祀に神女を伴い隔年で参詣していた。これに対し羽地は、久高島には港が無いうえ旧二月の強風が国王の身体に障ること、久高島祭祀は聖賢の規式ではないうえに、神女が祭祀に参加するということが日本や中国の人に知れたら嘲笑されるということ、知念城内は大変狭く火事になったら逃げ場がないこと、また周辺地域の百姓たちにかかる国王接待にかかる費用がバカにならないという理由から、参詣は国王一代限りとするか名代を派遣する。あるいは中国や日本から仏教を移入したのと同様に、久高島や知念城の神を首里城の近郊に移して祀れば良いとした。
明治期に至り、羽地がこうした自説を補強するために琉球人は日本から渡来し琉球における天地・山川・草木などはみな日本と同じであるという説が、来沖した本土出身者たちによって唱えられた。『羽地仕置』にある本説は当初、西村捨蔵『南島紀事外篇』により見出されるが、1896年に新田義尊が彼の代表論文である「沖縄は沖縄なり琉球にあらず」にて言及し、羽地は琉球沖縄の人間が「日本人」であるという「人種論」の証明のもとに本説を唱えたと主張した。また、新田の同僚であり教諭や校長として沖縄師範学校に奉職していた安藤喜一郎は、本説を沖縄が日本であることを示す「オーソリチー」として学者たちに信じられてきたと指摘している。
こうした過程を経たのち、本説は伊波普猷を代表する後の学者たちによって「日琉同祖論」として取り上げられるのである。

### 暦の使用
同時に羽地は、時之大屋子といった無学の巫者に日選びをさせているが、中国の暦を用意したので今後はこれらを用いるとし、巫者を否定した。

### 役人の不正に関わる改革
地方に赴任した役人のなかには、現地の百姓に対し非法を働く者たちもいた。彼らはみずからの領地で生活する百姓たちに金や物を強制的に貸し付け、その対価として百姓たちを使役したり、節句の際に赴任地域から特産物などの賄賂として受け取るなどといった搾取や非法を繰り返し行っていたのである。
また役人のなかには、赴任地に赴かずに遊女に溺れ放蕩するに留まらず、赴任したとしても、お抱えの遊女にみずからの領地の管理経営を委ねてしまう者などがいた。
一方、百姓の側もこうした事態から農業を嫌がるようになり、ひそかに那覇や首里といった都市部に流入する者が現れた。こうした事態に際し羽地は、役人に対して不正な非法や中間搾取を取り締まることで、厳正かつ公正に職務を全うする姿勢を堅持させようとした。同時に百姓には、生活を安定させることで荒廃した農村を立て直させた。また、開墾を奨励することで産業や経済の振興を彼ら自身に積極的に担わせたのである。

### 開墾奨励（仕明地政策）
薩摩から土地の開墾（仕明：しあけ）許可を取り付けた羽地は、1669年、間切（まぎり：現在の郡に相当）や村、さらにはそこを統治する地頭や百姓たちに至るまで、広く仕明奨励策を打ち出した。仕明した土地は「永々」にその所持を許されたという。
島津氏の侵攻の直後、慶長年間に検地が行われて以来、約60年に渡り検地が行われていなかった。その影響により水害による荒廃や荒れ地が点在するようになり、慶長検地にて定められた耕地への税率と羽地時代のものとでは大きな食い違いが生まれていた。このため、現実にそぐわない重税を百姓が担わねばならない状態にあった。そこで羽地は、定められた税率と実際の税率の格差を縮めることを口実に薩摩に仕明の許可を願い出たのである。
この政策はかなりの成果をあげたようで、羽地の死後も継続して行われた。ところが、17世紀の末頃には、耕地拡大は達成されていくものの次第に乱開発や燃料、飼料の枯渇という事態が出来したために、王府は仕明抑制策を取ることとなった。

### 砂糖やウコンの専売制
薩摩との借銀問題の最中に、王府は康熙帝慶賀使の一行に白糖技術を学ぶ者を随行させた。後にこの者たちを砂糖奉行を王府専属の役所として配置することで、1667年頃には砂糖とウコンの専売制が開始された。

### 間切や村の新設
羽地の摂政就任当時、沖縄本島の村数は322ヶ村であったが、羽地はこれを27間切322村に再編成した。
まず1666年に今帰仁（なきじん）間切から11村を分け、さらに7村を新設して本部（もとぶ）間切を設置、その後、越来（ごえく）間切から15村を分け、5村を新設して美里間切を設置した。1671年に宜野湾（ぎのわん）間切、1673年に恩納（おんな）間切、大宜味（おおぎみ）間切、小禄間切、久志間切、1676年に与那城間切、計8間切を新設した。こうして、旧来のものも合わせて35間切の体制が出来たのである。

### 寺院整理（仏教政策）と儒教奨励
古琉球期以来、琉球では仏教が盛んであった。島津の琉球侵攻後は、薩摩によって部分的な寺院建立制限は受けたものの、寺院建立や既存寺院の修復・再建は活発に行われていた。また1661年に羽地が薩摩に渡った際、新納又左衛門久了から薩摩の制度や仏教の教義を研究して帰るようにとの注意を受けてもいた。
ところが、仏教徒による結党が問題視されることにより、1662年には江戸幕府は出家・山伏・行人等の活動を規制した。これに呼応して、琉球においても仏説の講談等が規制され、代わりに儒教が奨励されたのである。このことにより羽地は、改革の一環として寺院の新建や修復再建を一ヶ寺たりとも行うことなく、また知行地を整理・削減するといった寺院整理を行っている。
また1671年には、久米村より出された孔子廟創建の請願を羽地自身が許可している。

## 家族表
- 父 - 尚維藩、羽地王子朝泰（羽地御殿五世）
- 兄弟姉妹
  - 向自泰、勝連按司朝賢（朝泰次男。向氏内間家5世・朝勝連按司朝盈の養子になる）
  - 勝連按司朝景（朝泰三男）
  - 高安按司真犬兼（朝泰長女）
  - 川上按司思武太金（朝泰次女）
  - 美里按司加那志（朝泰三女。号・栢窓。尚質王の妃）
  - 乙益美（朝泰四女）
  - 真竃金（朝泰五女。号・花窓。和氏古謝親雲上景信に嫁ぐ）
- 妻・思戸金（毛氏豊見城殿内六世・豊見城親方盛良次女）
- 子女
  - 長男・向愼淵、羽地按司朝字
  - 男・活童和尚
  - 長女・屋我按司真竈金（毛氏座喜味殿内七世・座喜味親方盛員に嫁ぐ）
  - 次女・真牛金

## 朝秀の勲功を利用する子孫たち
七代目羽地朝興が乾隆21年（1756年）2月に隠居し、八代目羽地朝季が家督を相続する際に、先祖の勲功を有する家はそれを報告するように王府から仰せつけられた。朝秀の勲功により一時は1000石あった石高も、代を経るにつれ400石、300石、150石と減少していった。朝季は、もし今回も報告をしなかったならばさらに石高を減らされてしまうという次第を朝興に話した。朝興は、朝秀が国中を仕置して政道の根元を定めたのは皆が知っている事実であるから、このことを報告すればこれ以上石高を減らされずに済むのではないかと考えた。
そのことを親戚一門に相談したところ、当時政権を担っていた蔡温に請願しても無駄ではないかという意見が出た。しかし、当時蔡温が推し進めていた中国的な政治のやり方も、朝秀が定めた政道の根元を取り除いては成り立たつものではないという意見から、朝季の考え通り朝秀の由緒について報告することになったのである。
由緒報告の時点ですでに蔡温は隠居の身であったが、蔡温の息子である蔡翼が当時国王の側仕えをしていたということもあり、蔡温・蔡翼の両人に羽地家の由緒を報告することとなった。
朝秀の功績をよく知っていた蔡温は、これだけの功績を残した人物の一門の石高が減少するのはどうなのかということを思った。そこで、摂政・三司官の宅に赴き口頭でこの話を伝えたところ50石の加増が認められ、この時の羽地家の総知行高は計200石となった。

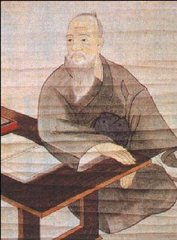
蔡温

ところが、朝季の家督相続と羽地家の総知行高が200石と認められた矢先、朝季が病に倒れ隠居せねばならなくなった。そこで九代目の羽地朝英が家督を継ぐこととなったが、知行高の減少を恐れ、家督相続の直前に朝季が総石高200石を認められたことを王府に再度申請、朝英自身も総石高200石をそのまま認められることとなった。
このように2代続けての石高加増や総知行高の維持に成功した子孫たちであったが、十代目羽地朝美が家督相続の際、朝興・朝季・朝英たちと同様に総知行高維持を王府に願い出たが聞き入れられず、朝興の頃と同様の150石に総知行高が戻ることとなった。

## 復帰前と復帰後の評価
戦前および日本復帰前の沖縄に関する諸々の学問（沖縄学）は、沖縄人による自己認識（沖縄認識）という性格が強い。また、沖縄人＝日本人であること、さらには沖縄が日本の一部であるということの証明に勢力を注ぎ込んでいるという特色がある。これが1980年以降になると、それまでのような日本や人種に規定されてきた視点が批判され、アジアのなかにおける他国とは異なる歴史を持つ独立国という視点での沖縄学へと変容してくる。
羽地朝秀に対する評価も例外ではなく、たとえば戦前の研究者である伊波普猷は、「思慮深い経世家」「自国の立場に対する自覚の強い人」「先見の明があって琉球の将来をも見透かしていた」と称し、島津侵攻後、琉球役人たちへ大和（日本）心の涵養を斡旋し、みずからは薩摩とのパイプ役となり、薩摩の指示に従うことで日本民族として同化していったとするような、日本や日本民族への同化という視点で羽地をとらえている。
また、戦後7年目に当たる1952年に「羽地仕置」の校注を行った東恩納寛惇は、伊波同様に羽地を「本土の源流に（琉球を）復帰」させた人物と位置づけたうえで「我等の郷里の現状が、慶長終戦直後と酷似してゐる事に想到」させ、「一片の私心なき熱血良識の指導者」である彼が存在した島津侵攻後と、彼の存在しない戦後を比較して述べている。
一方、復帰後になると、高良倉吉は「施策遂行のために一貫して具体的・実践的な姿勢を堅持した政治家」「周到な戦術を駆使する論客」として羽地を称し、蔡温に先行して日本とは軌を一としない琉球の「近世化」を準備し「伝統」を形成した人物と位置づけた。また田名真之などは、儒教的なイデオロギーによって王国を再建した人物として羽地を位置づけている。この両者に共通しているのは、合理主義者でありかつ琉球の「伝統」や琉球「近世」の創出者という視点で羽地をとらえていることである。